# Bing Thom

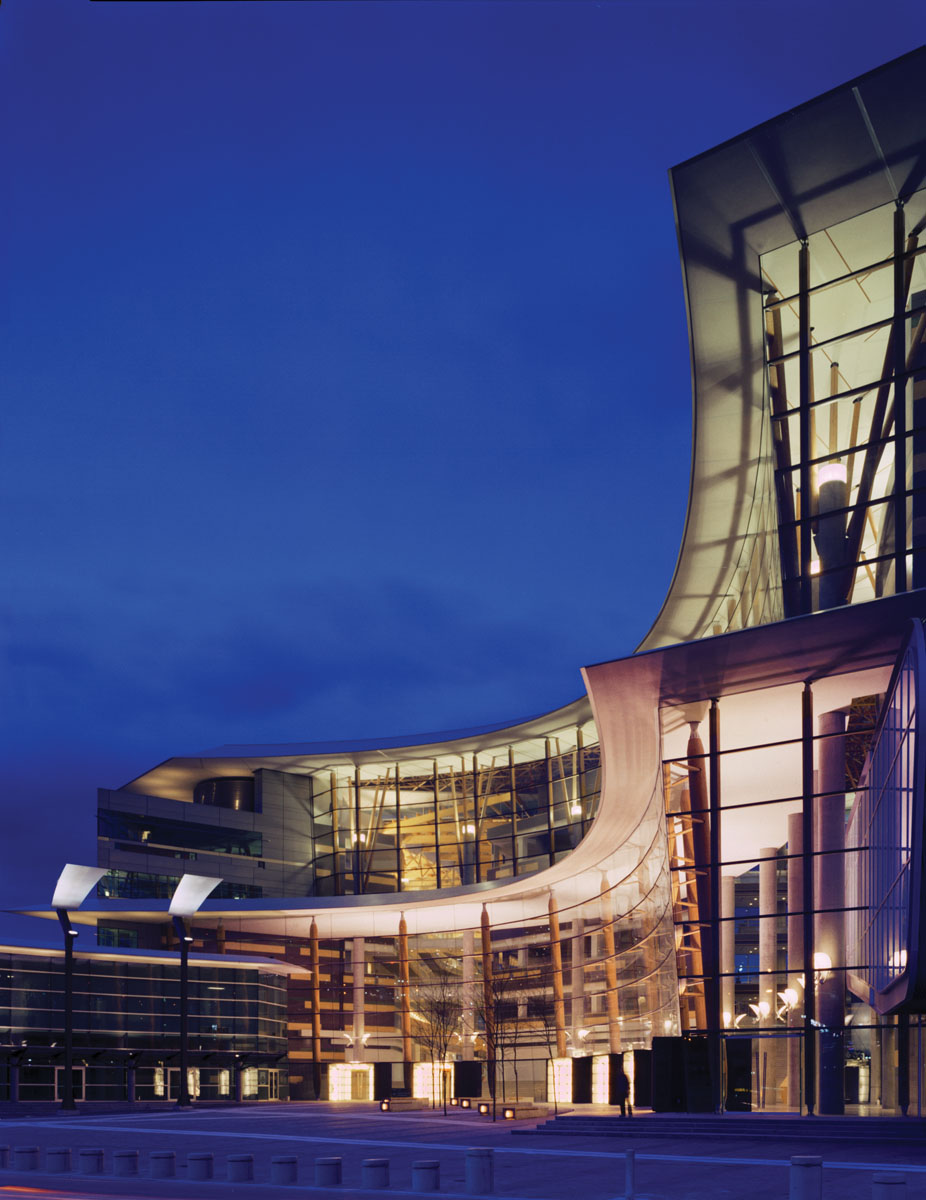
Plaza del Central City en Surrey, CB.

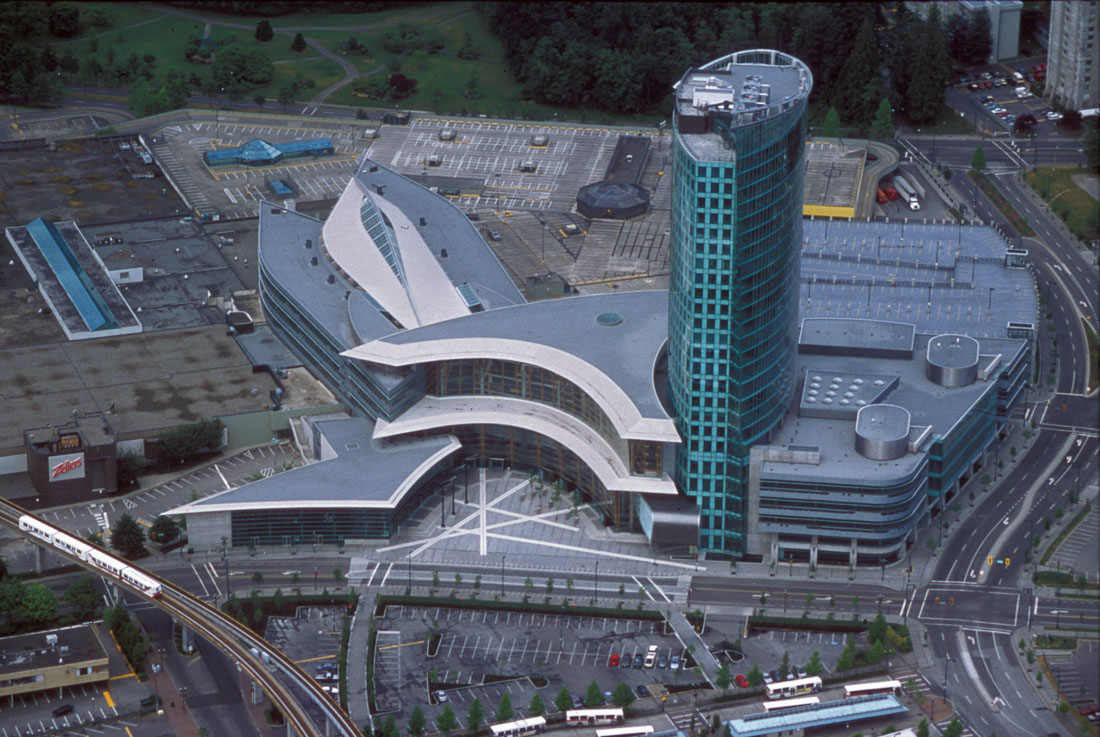
Central City en Surrey, CB, opened 2003

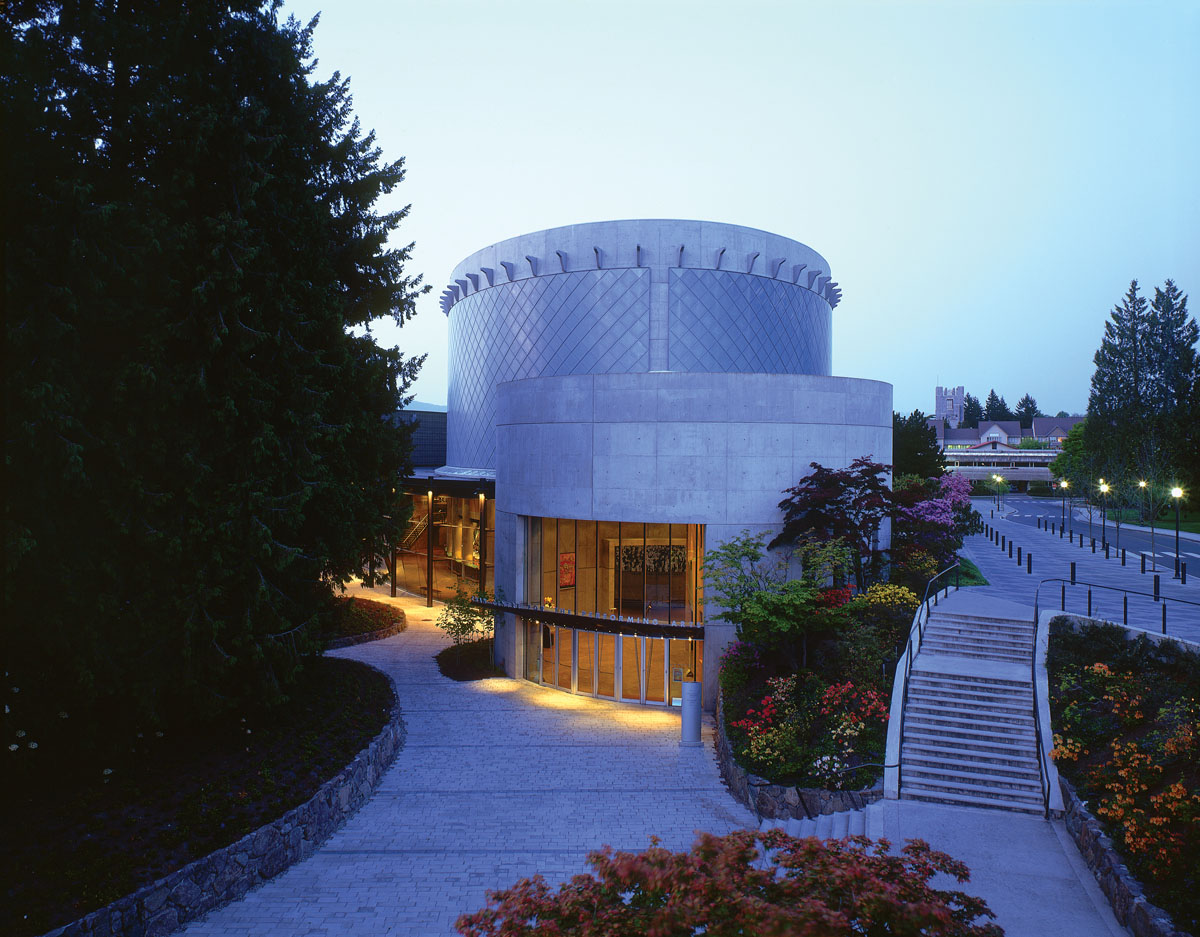
Chan Centre for the Performing Arts de la UBC en Vancouver.

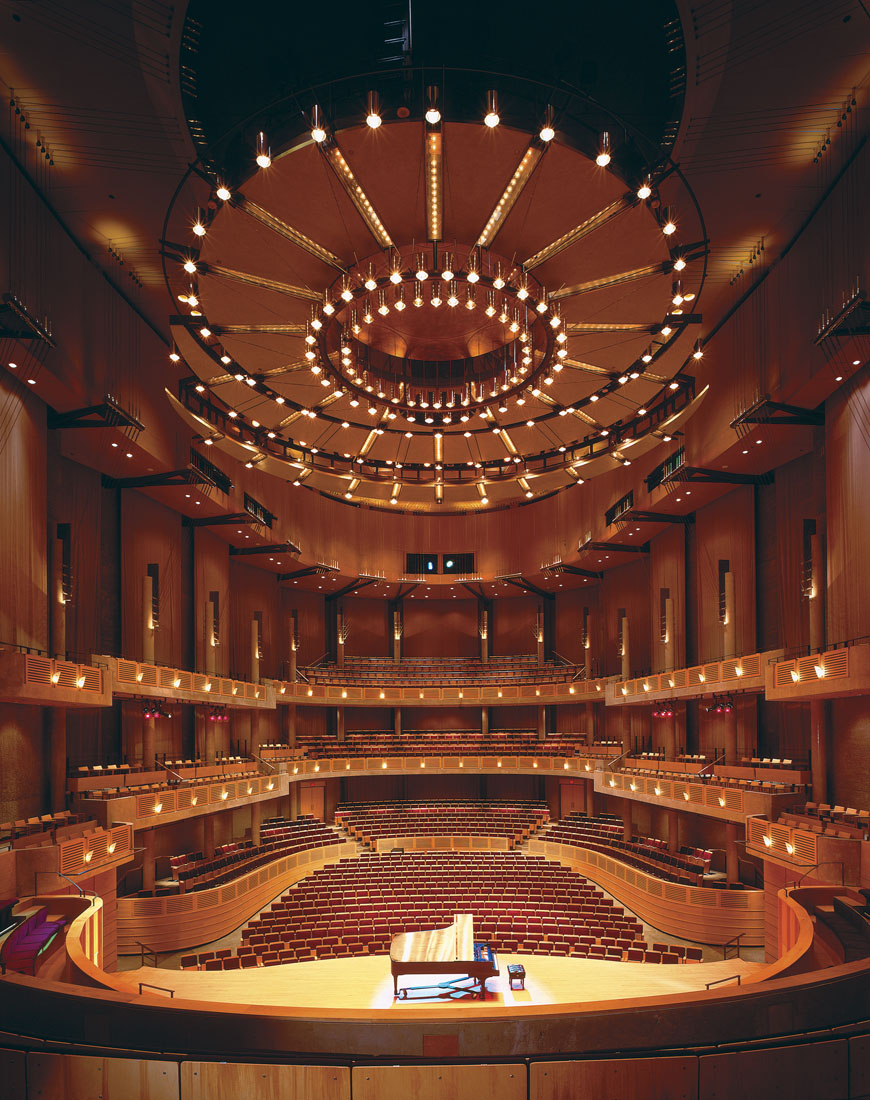
Chan Centre for the Performing Arts - Concert Hall en Vancouver.

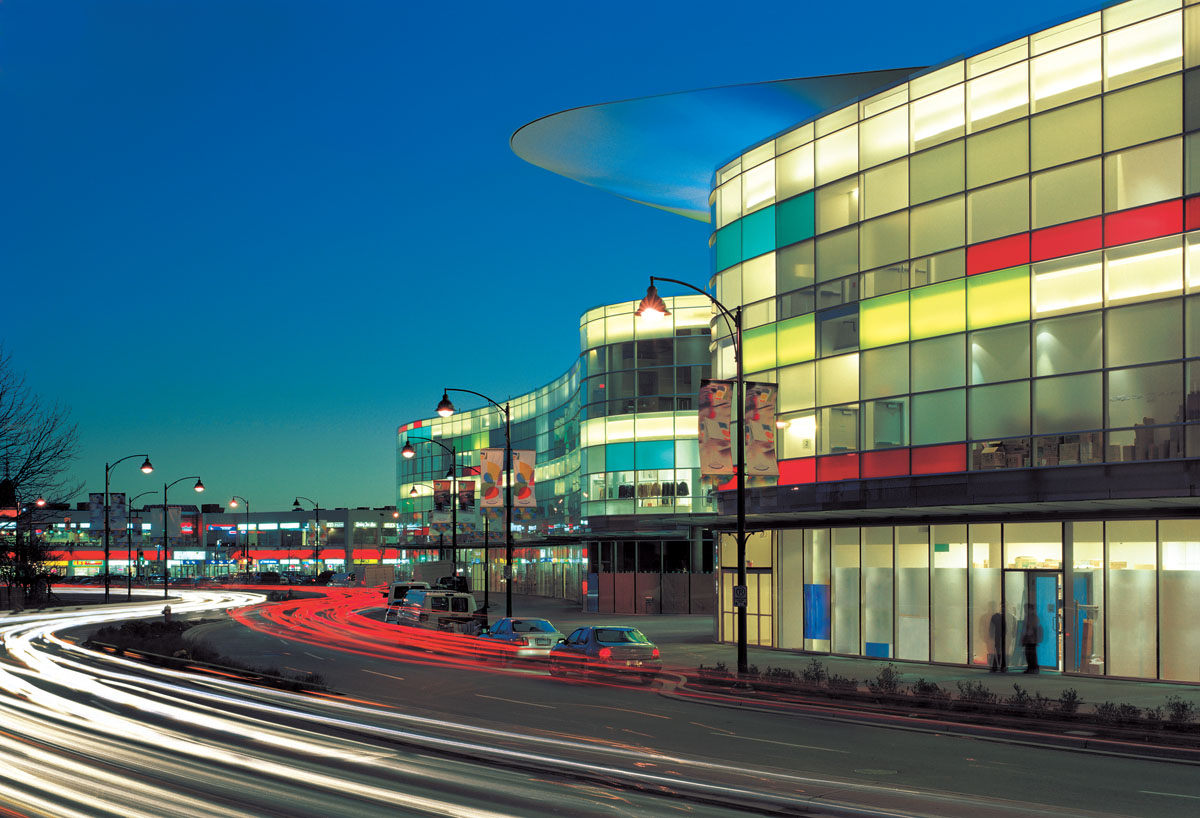
Aberdeen Centre en Richmond, CB.

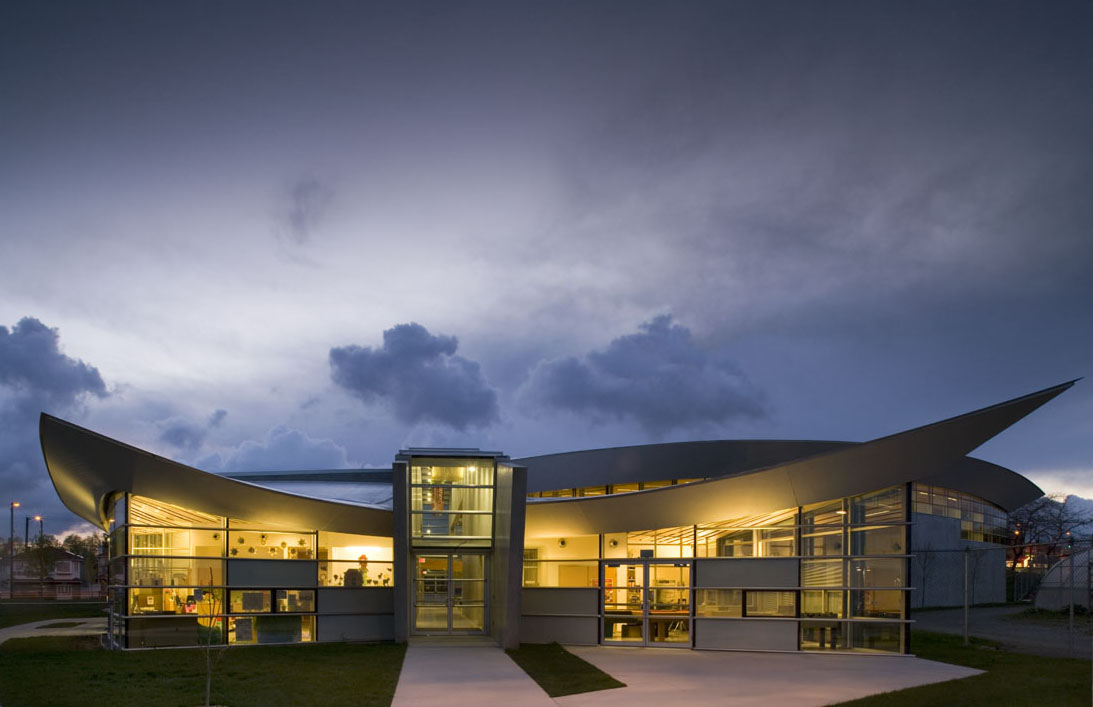
Sunset Community Centre en Vancouver.

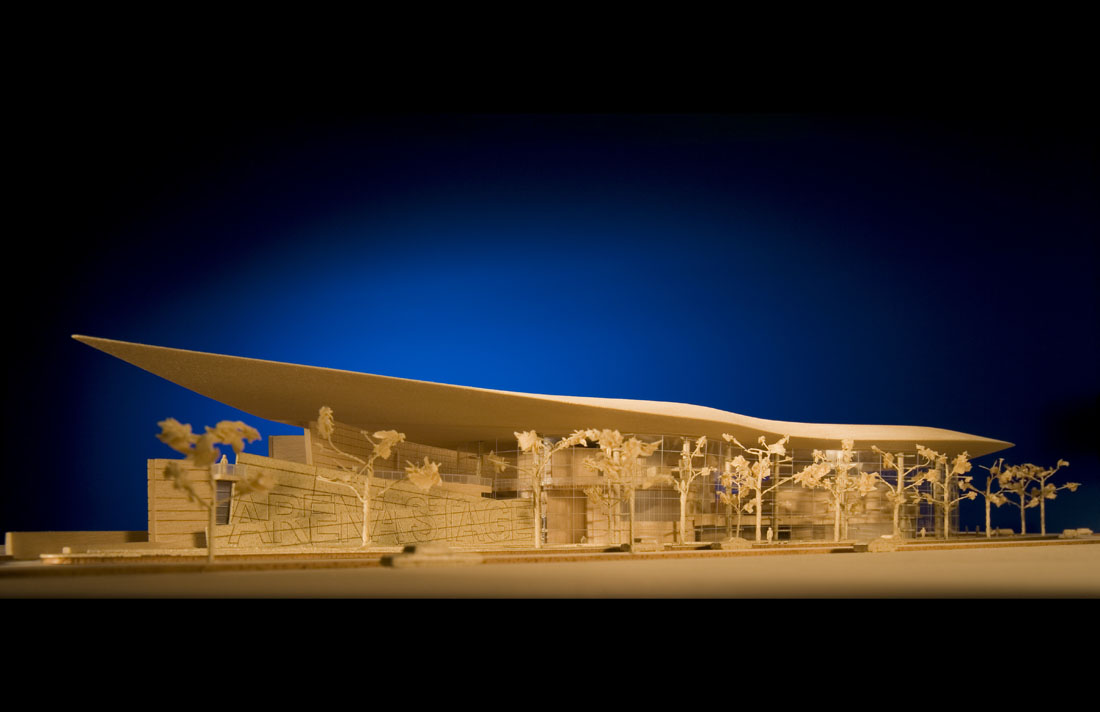
Maqueta del Arena Theatre en Washington D. C.

Bing Wing Thom (en chino: 譚秉榮; Hong Kong, 8 de diciembre de 1940-4 de octubre de 2016) fue un arquitecto y urbanista canadiense.
Emigró con su familia a Vancouver (Columbia Británica, Canadá) en 1950.

## Carrera
Thom siguió estudios universitarios de arquitectura en la Universidad de Columbia Británica en 1966, y un máster en arquitectura en la Universidad de California en Berkeley en 1970.
Se trasladó a Tokio en 1971 para trabajar para el arquitecto y urbanista japonés Fumihiko Maki. Al volver a Canadá en 1972, se unió a la firma Arthur Erickson Architects como director y supervisor de proyectos como el Roy Thomson Hall en Toronto (1977), el Robson Square Courthouse Complex en Vancouver (1973-79) y el Air Defence Ministry Building en Jeddah, Arabia Saudí. En 1981 Thom creó su propia firma de arquitectura, Bing Thom Architects, en Vancouver.
In 1995, Thom fue nombrado miembro de la Orden de Canadá y recibió la Golden Jubilee Medal por los servicios prestados a su país. Fue miembro del Royal Architectural Institute of Canada. Recibió reconocimientos de la University of British Columbia y la Simon Fraser University.
En 2010 Thom y su firma recibieron el premio Firma del Año entregado por el Royal Architectural Institute of Canada (RAIC), y en 2011 la misma institución le concedió su mayor distinción, la RAIC Gold Medal.

## Proyectos de arquitectura y urbanismo
| Estructura                                    | Ubicación                             | Tipo                         | Año  |
| --------------------------------------------- | ------------------------------------- | ---------------------------- | ---- |
| Tarrant County College Downtown Campus        | Fort Worth, Texas, Estados Unidos     | Institución educativa        | 2011 |
| Surrey City Centre Public Library             | Surrey (Columbia Británica), Canadá   | Biblioteca                   | 2011 |
| Ampliación del Arena Stage Theater            | Washington D. C., Estados Unidos      | Centro de espectáculos       | 2010 |
| Aparcamiento del SAIT Polytechnic             | Calgary, Alberta, Canadá              | Aparcamiento                 | 2009 |
| Sunset Community Centre                       | Vancouver, Columbia Británica, Canadá | Centro cívico                | 2008 |
| Instalación en Trafalgar Square               | Londres, Inglaterra, Reino Unido      | Plaza pública                | 2008 |
| Aberdeen Centre                               | Richmond (Columbia Británica), Canadá | Residencial                  | 2008 |
| SAIT Polytechnic                              | Calgary, Alberta, Canadá              | Centro educativo             | 2007 |
| Plan del Trinity Uptown                       | Fort Worth, Texas, Estados Unidos     | Uso mixto                    | 2006 |
| Central City Shopping Centre, SFU             | Surrey (Columbia Británica), Canadá   | Centro educativo y comercial | 2004 |
| Aberdeen Centre                               | Richmond (Columbia Británica), Canadá | Centro comercial y de ocio   | 2004 |
| Plan urbano de la ciudad de Dalian            | Dalian, China                         | Plan urbanístico             | 1995 |
| Plan urbano de la ciudad de Yuxi              | Yuxi, China                           | Plan urbanístico             | 1999 |
| Chan Centre for the Performing Arts de la UBC | Vancouver, Columbia Británica, Canadá | Centro de artes              | 1997 |
| Pabellón de Canadá en la Expo 1992            | Sevilla, España                       | Pabellón                     | 1992 |
| False Creek Yacht Club                        | Vancouver, Columbia Británica, Canadá | Estructura                   | 1989 |
| The Pointe                                    | Vancouver, Columbia Británica, Canadá | Residencial                  | 1995 |
| Pacific Canadá Pavilion, Vancouver Aquarium   | Vancouver, Columbia Británica, Canadá | Pabellón                     | 1998 |

## Publicaciones
- Roan, Neill Archer, Scale + Timbre, The Chan Centre for the Performing Arts, Black Dog Publishing, 2002
- Bing Thom Architects, Canadá Pavilion: Expo '92 Seville, Spain, Bing Thom Architects, Inc., 1992